# Liselotte Folkerts
Liselotte Folkerts (* 8. Mai 1929 in Münster als Liselotte Haas) ist eine deutsche Autorin und Herausgeberin. Einen Schwerpunkt ihrer Arbeit bildet die Kunst- und Literaturgeschichte Westfalens.

## Leben
Folkerts kam als Tochter des Bibliothekars Bruno Haas-Tenckhoff (1893–1978) und Paula Haas, geb. Klausmeyer (1907–?), als Liselotte Haas in Münster zur Welt. Sie legte 1949 am Mädchengymnasium in Münster, dem späteren Freiherr-vom-Stein-Gymnasium, ihr Abitur ab und studierte anschließend an der Westfälischen Wilhelms-Universität Rechtswissenschaft. 1953 heiratete sie den Juristen Helmut Folkerts. Aus der Ehe gingen zwei Söhne hervor. Nach dem Referendariat und der juristischen Staatsprüfung 1957 arbeitete sie von 1957 bis 1964 als Rechtsanwältin am Amtsgericht Höxter und am Landgericht Paderborn. 1964 zog die Familie zurück nach Münster. Folkerts gab ihren Beruf auf und beschäftigt sich seitdem mit der Kunst- und Literaturgeschichte Westfalens und der Stadt Münster.

## Wirken
Den Schwerpunkt ihrer publizistischen Arbeit setzte Folkerts anfangs auf Anthologien zur Stadt Münster. Die 1982 erstmals erschienene Gedichtsammlung Münster und das Münsterland im Gedicht geht zurück auf Vorarbeiten ihres Vaters Bruno Haas-Tenckhoff und wurde unter dem Titel Liebe Stadt im Lindenkranze – Münster und das Münsterland in Gedichten und Bildern in erweiterten Auflagen gedruckt. Historische Zeugnisse zur Geschichte Münsters und Westfalens versammelt der Band Münster: nicht immer war es Liebe auf den ersten Blick, der ebenfalls mit erweitertem Umfang nachgedruckt wurde. Über Clara Ratzka und Anton Matthias Sprickmann legte sie kleinere Einzelstudien zu westfälischen Schriftstellern vor. Ferner untersuchte Folkerts die Beziehungen namhafter Schriftsteller zu Westfalen, etwa von Johann Georg Hamann, Heinrich Heine und Johann Wolfgang von Goethe. 
Zusammen mit ihrem Mann Helmut baute sie eine Sammlung von Bildnissen Annette von Droste-Hülshoffs auf, die mehrere Hundert Gemälde und Graphiken umfasste. 2018 vermachte Folkerts diese Sammlung als Schenkung der Annette von Droste zu Hülshoff-Stiftung. Einzelne Gemälde daraus sind im Droste-Museum auf Burg Hülshoff zu sehen. Folkerts gab anlässlich des 200. und des 210. Geburtstages Annette von Droste-Hülshoffs zwei Ausstellungskataloge mit künstlerischen Arbeiten zu Person, Leben und Werk der Dichterin heraus. In kleinerem Umfang widmete sich Folkerts der Rezeption von Münsteraner Bauwerken in Literatur und Kunst, namentlich Haus Rüschhaus und Haus Lütkenbeck. Sie veröffentlichte darüber hinaus seit 1981 zahlreiche Beiträge in der Beilage „Auf roter Erde“ der Westfälischen Nachrichten.

## Auszeichnungen
- Silberne Rathausmünze der Stadt Münster (2011)[6]

## Mitgliedschaften
Liselotte Folkerts ist Mitglied in folgenden literarischen Gesellschaften:
- Annette-von-Droste-Gesellschaft
- Augustin-Wibbelt-Gesellschaft
- Clara-Ratzka-Gesellschaft
- Peter-Hille-Gesellschaft
- Levin-Schücking-Gesellschaft

## Veröffentlichungen

### Monographien
- „… Nichts Lieberes als hier – hier – nur hier …“ Haus Rüschhaus: Annette von Droste-Hülshoffs Einsiedelei in Literatur und Kunst einst und jetzt. Aschendorff, Münster 1986, ISBN 3-402-03245-7 (2. Aufl.: 1989).
- Die westfälische Schriftstellerin Clara Ratzka – Biographie, Werk, Rezeption. Münster 2000, ISBN 978-3-00-006884-3.
- Haus Lütkenbeck – ein Barockjuwel am Rande der Stadt Münster in Geschichte, Literatur und Kunst. Ardey-Verl., Münster 2003, ISBN 978-3-87023-305-1.
- „Ich bin ein Sohn der roten Erde“ – die Beziehungen des Dichters Peter Hille zu Münster und dem Münsterland. Münster 2004, ISBN 978-3-00-014563-6.
- „Ich dachte der lieben Brüder“ – Heinrich Heine und Westfalen. Münster 2006, ISBN 978-3-00-018484-0.
- Goethe in Westfalen – keine Liebe auf den ersten Blick. LIT, Berlin/Münster 2010, ISBN 978-3-643-10938-5.
- Ein Vorgeschmack des Himmels – Johann Georg Hamann in Münster und im Münsterland. LIT, Berlin/Münster 2011, ISBN 978-3-643-11337-5.
- Früh von den Musen geküsst… – Anton Matthias Sprickmann. LIT, Berlin/Münster [2018], ISBN 978-3-643-14125-5.

### Herausgeberschaften
- Münster und das Münsterland im Gedicht – eine Anthologie durch 5 Jahrhunderte. Lechte, Emsdetten 1982, ISBN 3-7849-1125-0.
  - 3. Auflage u.d.T.: Liebe Stadt im Lindenkranze – Münster und das Münsterland in Gedichten und Bildern. Eine Anthologie durch acht Jahrhunderte. Lechte, Emsdetten 1993, ISBN 3-7849-1167-6.
- Münster: nicht immer war es Liebe auf den ersten Blick. Münster und das Münsterland in Stimmen und Bildern durch Jahrhunderte. Laumann, Dülmen 1992, ISBN 3-87466-184-9 (2., erw. Aufl.: 2008).
- Haus Rüschhaus: von Johann Conrad Schlaun erdacht und von Künstlern ins Bild gebracht. Burlage, Münster 1995.
- Annette von Droste-Hülshoff zum 200. Geburtstag. Katalog zur Ausstellung von 170 Künstlerarbeiten zu Person, Leben und Werk der Dichterin. Münster 1996, ISBN 978-3-00-001053-8.
- Annette von Droste-Hülshoff zum 210. Geburtstag. Katalog zur Ausstellung von 350 Künstlerarbeiten zu Person, Leben und Werk der Dichterin vom 22. April – 11. Mai 2007 in der Bezirksregierung Münster. Rüschhaus-Verl., Münster 2007, ISBN 978-3-00-023148-3.